# Gurie Nordwall
Gurie Nordwall, folkbokförd Guri Elvin Sjöstrand, född 21 augusti 1933 i Örgryte i Göteborg, är en svensk skådespelare.

## Biografi

### Debutåren i Göteborg
Gurie Nordwall studerade vid elevskolan på Göteborgs stadsteater och debuterade 1954 på stadsteatern som Julie i Gabriel Arouts Klöver dam.
Efter avslutad elevskola gjorde hon sommaren 1956 turnédebut med Folkparksteatern i belgaren Paul Willems pjäs Vin och vårlek. Nordwall spelade den unga Isabella som gör uppror mot föräldrarnas kärlekskonventioner och Jan Malmsjö var den uppvaktande bonddrängen Martin.
Hon var därefter bland annat anställd vid Pionjärteatern - som spelade på fångvårds- och sjukvårdsinrättningar - och från 1957 även hos Programbolaget där hon debuterade i Rudolf Värnlunds Modern och stjärnan. Sommaren 1959 turnerade hon med Ingrid Backlin och Douglas Håge i Yngve Nordwalls uppsättning av John Ardens Party.
Från 1959 var hon engagerad vid Folkteatern i Göteborg där hon bland annat gjorde den stumma Kattrin i Brechts Mor Courage och hennes barn med Gudrun Brost i titelrollen. Hon spelade Pippi i Pippi Långstrump och Nancy i Clifford Odets Come Back där hon för första gången blev regisserad av Per Sjöstrand som hon gifte sig med ett par år senare. Innan hon lämnade Göteborg på våren 1963 hann hon göra Catherine i Georges Neveuxs komedi Skatan i London med bland andra Doris Svedlund och Göte Fyhring.

### Helsingborg
Säsongen 1963–1964 kom hon till Hälsingborgs stadsteater där Per Sjöstrand året innan blivit teaterchef och Nordwall gjorde flera betydande roller vid teatern under de fem år hon var med i ensemblen. Däribland Julia i Shakespeares Romeo och Julia, Grusche i Brechts Den kaukasiska kritcirkeln och hon repriserade rollen som Kattrin men nu med Lena Cederström som Mor Courage.
Hon fick också visa framfötterna i brasilianaren Guilherme Figuereidos komedi Ostron och politik med Per Olof Eriksson, Kåre Sigurdson och Hanna Landing. Hon medverkade även i ett par av de "arga unga engelsmännens" pjäser som Arnold Weskers Rötter (i Helsingborg kallad Livets rötter) där hon gjorde Beatie Bryant.
Ett par uppmärksammade roller som hon skulle återvända till var Maria i Dagboken (The Dirty Old man) och Suzy i Till salu (Used Car for Sale). De båda enaktarna som är skrivna av Lewis John Carlino sattes upp av Per Sjöstrand i Helsingborg våren 1966 och på Stockholms stadsteater hösten 1968.
Nordwall spelade ihop med en av Helsingborgpublikens dåtida publikfavoriter Rune Blomquist i flera uppsättningar, däribland i Enid Rudds komedi Peterpat som roade skåningarna hösten 1966 och i Tennessee Williamss Glasmenageriet där hon spelade Laura Wingfield med Birgit Eggers, Rolf Larsson och nämnde Blomquist i de övriga rollerna. Teaterchefen Per Sjöstrand stod själv på scenen som Elis i Strindbergs Påsk mot Gurie Nordwall som Eleonora och Rut Hoffsten som Kristina. Hennes sista roll i Helsingborg var som Mor Ubu i Alfred Jarrys Kung Ubu våren 1968 och återigen med maken Sjöstrand vid sin sida.

### I Stockholm på scen och i TV
1968 engagerades Nordwall och Sjöstrand till Stockholms stadsteater där hon stannade till pensioneringen 1994. Hennes första uppgift på teatern var som Marie/Suzie i Carlinos båda kortpjäser som nu gick under samlingsnamnet Olika-Lika. Därefter följde dottern Agika i Ernst Günthers uppsättning av István Örkénys Familjen Tôt med Toivo Pawlo och Marianne Stjernqvist.
Bland hennes övriga roller kan nämnas Tessa i urpremiären på Arnold Weskers Vännerna i regi av Wesker själv, Majvor i Allan Edwalls pjäs Tjena Gary och Agnes i Suzanne Ostens och Margareta Garpes Jösses flickor som gick för utsålda hus säsongen 1974–1975.
Nordwall gjorde sin första tv-roll i Lars Göran Carlsons Den byxlöse tjuven (1971) men hon fick sitt genombrott hos en bredare publik som Ida i TV-serien Raskens som bygger på Wilhelm Mobergs bok med samma namn. Serien som producerades av Sveriges Television i Göteborg blev en stor tittar- och kritikerframgång för regissören Per Sjöstrand och huvudrollsinnehavarna Nordwall och Sven Wollter.
Åren 1978–1981 var hon på Dramaten där hon debuterade som Fru Chao i Katarina Sjöbergs uppsättning Den sanna historien om AH - Q. Hon spelade Tegumman i David Woods pjäs Pepparkakan och Georgette i Alf Sjöbergs sista uppsättning: Molières Hustruskolan som gavs över 100 gånger på Dramatens stora scen med Allan Edwall, Lena Nyman, Stellan Skarsgård och Björn Gustafson i övriga stora roller.
Hon spelade också Hedvig i TV-serien Mor gifter sig (1979) på manus av Moa Martinson med Hans Wigren som Albert.

### 1980-talet och framåt
Efter återkomsten till Stockholms stadsteater 1982 med rollen som Katarina Marmeladova i Brott och straff har Nordwall framträtt mer sparsamt på scenen. Fyra år senare spelade hon urinvånaren Ayre i australiern Louis Nouwras pjäs Guldåldern som Jan Håkanson satte upp och 1990 gjorde hon monologerna Fyra kvinnor av Arnold Wesker (i hennes egen bearbetning) som gavs på Bromma teater i regi av Per Sjöstrand.
Nordwalls sista roll på stadsteatern var som Svärmodern i Strindbergs Gustav Vasa som gavs hösten 1994 med Sten Ljunggren i titelrollen och Ulf Friberg, Lena Granhagen, Hans Wigren, Anders Nyström, Leif Liljeroth och flera andra i rollistan.
1985 sändes TV-serien Rid i natt på Sveriges Television, återigen på manus av Vilhelm Moberg, i regi av Per Sjöstrand, med Gurie Nordwall som mor Sigga och Kjell Bergqvist som Svedje.

### Privatliv
Hon kommer från en konstnärlig familj, där adoptivfadern Yngve Nordwall var regissör och modern Elvine Nordwall var konstnär. Hon var 1959–1962 gift med konstnären Jan Stenvinkel (1933–1989) och fick dottern Maria Stenvinkel (1959–2001) och från 1963 med regissören Per Sjöstrand (1930–2008).

## Filmografi
- 1976 – Raskens (TV-serie)
- 1979 – Mor gifter sig (TV-serie)
- 1985 – Rid i natt! (TV-serie)

## Teater

### Roller (ej komplett)
| År   | Roll                 | Produktion                                                                                  | Regi               | Teater                                         |
| ---- | -------------------- | ------------------------------------------------------------------------------------------- | ------------------ | ---------------------------------------------- |
| 1954 | Lucia                | Mariana Pineda Federico Garcia Lorca                                                        | Bengt Lagerkvist   | Göteborgs stadsteater                          |
| 1956 | Isabella             | Vin och vårlek (Le bon vin de Monsieur Nouche) Paul Willems                                 | Josef Halfen       | Folkparksteatern                               |
| 1959 | Ettie                | Party (The Party) Jane Arden                                                                | Yngve Nordwall     | Riksteatern                                    |
| 1961 | Pippi                | Pippi Långstrump Astrid Lindgren                                                            | Hans Bergström     | Folkteatern, Göteborg                          |
| 1964 | Marina               | Ostron och politik Guilherme Figueiredo                                                     | Per Sjöstrand      | Helsingborgs stadsteater                       |
| 1964 | Molly Nolan          | Bockfoten (Step-in-the-hollow) Donagh MacDonagh                                             | Bo Swedberg        | Helsingborgs stadsteater                       |
| 1964 | Julia                | Romeo och Julia (The Tragedy of Romeo and Juliet) William Shakespeare                       | Per Sjöstrand      | Helsingborgs stadsteater                       |
| 1965 | Beatie Bryant        | Rötter (Roots) Arnold Wesker                                                                | Hans Bergström     | Helsingborgs stadsteater                       |
| 1965 | Joy                  | Vittne mot sig själv (Inadmissable evidence) John Osborne                                   | Bo Swedberg        | Helsingborgs stadsteater                       |
| 1965 | Kattrin              | Mor Courage och hennes barn (Mutter Courage und ihre Kinder) Bertolt Brecht                 | Per Sjöstrand      | Helsingborgs stadsteater                       |
| 1966 | Maria Suzi Brenneman | Dagboken (The dirty old man) Till salu (Used Car For Sale) Lewis John Carlino               | Per Sjöstrand      | Kristianstads teater/ Helsingborgs stadsteater |
| 1966 | Pat                  | Peterpat Enid Rudd                                                                          | Per Sjöstrand      | Helsingborgs stadsteater                       |
| 1967 | Laura Wingfield      | Glasmenageriet (The Glass Menagerie) Tennessee Williams                                     | Per Sjöstrand      | Helsingborgs stadsteater                       |
| 1967 | Eleonora             | Påsk August Strindberg                                                                      | Gunnar Skar        | Helsingborgs stadsteater                       |
| 1967 | Prologen Silvia      | Skälmarnas triumf (Los intereses creados) Jacinto Benavente                                 | Lennart Kollberg   | Helsingborgs stadsteater                       |
| 1967 | Ane                  | Geografi och kärlek (Geografi og kjærlighet) Bjørnstjerne Bjørnson                          | Per Sjöstrand      | Helsingborgs stadsteater                       |
| 1968 | Grusche              | Den kaukasiska kritcirkeln (Der kaukasische Kreidekreis) Bertolt Brecht                     | Håkan Ersgård      | Helsingborgs stadsteater                       |
| 1968 | Mor Ubu              | Kung Ubu (Ubu-roi) Alfred Jarry                                                             | Lars Göran Carlson | Helsingborgs stadsteater                       |
| 1969 | Agika, dottern       | Familjen Tot (Tóték) István Örkény                                                          | Ernst Günther      | Stockholms stadsteater                         |
| 1971 |                      | De vilda svanarna (De vilde Svaner) H.C. Andersen                                           | Fred Hjelm         | Stockholms stadsteater                         |
| 1974 | Agnes                | Jösses flickor, befrielsen är nära Suzanne Osten och Margareta Garpe                        | Suzanne Osten      | Stockholms stadsteater                         |
| 1982 | Katarina Marmeladova | Brott och straff (Преступление и наказание, Prestuplenije i nakazanije) Fjodor Dostojevskij | Jan Håkanson       | Stockholms stadsteater                         |

## Bilder

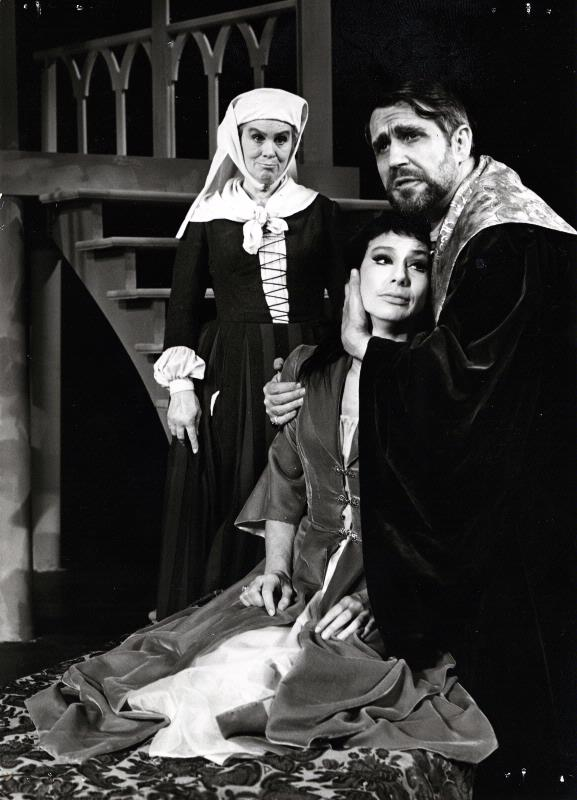
Ingrid Borthen, Segol Mann och Gurie Nordwall i Romeo och Julia på Helsingborgs stadsteater 1964.
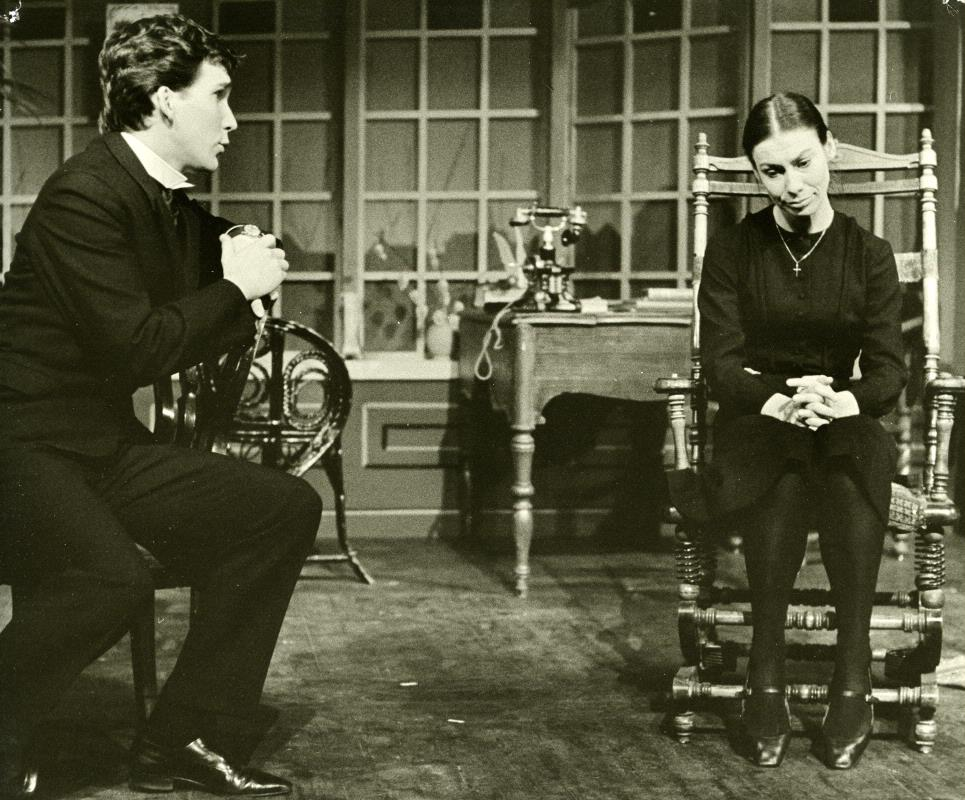
Christer Holmgren och Gurie Nordwall i Påsk på Helsingborgs stadsteater 1966.